# Grönfjällig fjällskivling
Grönfjällig fjällskivling (Lepiota grangei) är en svampart som först beskrevs av Eyre, och fick sitt nu gällande namn av Jakob Emanuel Lange 1935. Grönfjällig fjällskivling ingår i släktet Lepiota och familjen Agaricaceae.  Arten är reproducerande i Sverige. Inga underarter finns listade i Catalogue of Life.